# Champ Car World Series
A Champ Car World Series ( CCWS ) foi um categoria de monopostos que disputou suas corridas de 2004 a 2008. Foi o sucessor do Championship Auto Racing Teams (CART), que operou de 1979 a 2003.

## História

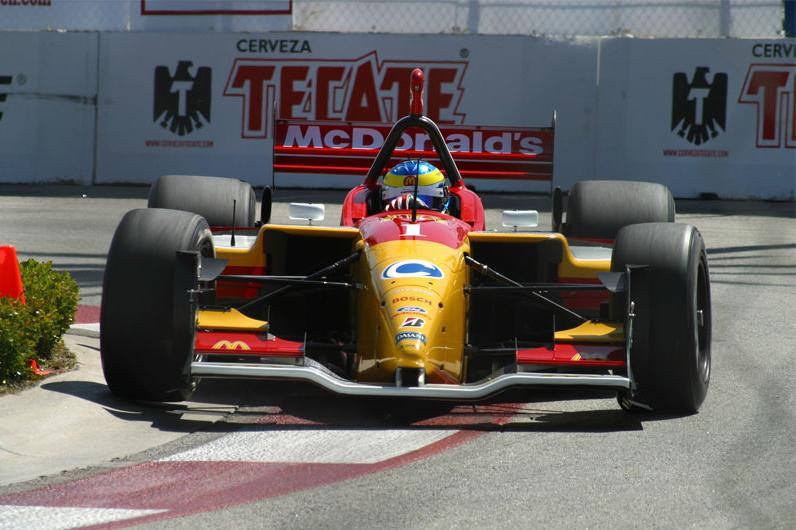
Sébastien Bourdais na CCWS em Long Beach, 2005

A CART, após a saída de múltiplas equipes e construtoras de motores para a Indy Racing League (IRL), declarou falência após a temporada de 2003. Os donos de equipes Gerald Forsythe, Kevin Kalkhoven e Paul Gentilozzi fundaram a Open-Wheel Racing Series LLC (OWRS), de modo a adquirir os ativos da CART e dar continuidade a categoria. Tony George também fez uma oferta por determinados ativos da firma. A oferta de George era selecionar uma empresa para adquirir bens, em um esforço para eliminar qualquer liga que pudesse ser rival da Indy Racing League. Entretanto, se o lance de George (que foi realmente superior ao lance da OWRS) tivesse sido bem sucedido, muitos credores da CART não teriam sido pagos. Assim, um juiz decidiu que a CART (que faria 25 anos em 2004) ficaria com a OWRS tendo o nome do certame alterado para Champ Car Open Wheel Racing Series (OWRS) que depois viria a se chamar Champ Car World Series (CCWS) LLC.
Assim que os ativos da CART foram garantidos, a nova organização da categoria começou um grande esforço para poder colocar carros e pilotos suficientes para o Grande Prêmio de Long Beach em abril, com os pilotos finais anunciados pouco antes do início dos treinos. A categoria contou com três equipes veteranas da CART, a Forsythe Championship Racing, a Newman/Haas Racing e a Dale Coyne Racing.  A Champ Car conseguiu manter o grid da CART em sua totalidade e a maior parte dos acordos com circuitos da rua da CART para 2004.
A Champ Car acabou mudando (de facto) para um formato de corridas em circuito misto. A categoria experimentaria mudanças dramáticas nas regras, incluindo pneus compostos especiais que seriam usados para uma parte fixa da corrida, largadas paradas e corridas cronometradas.

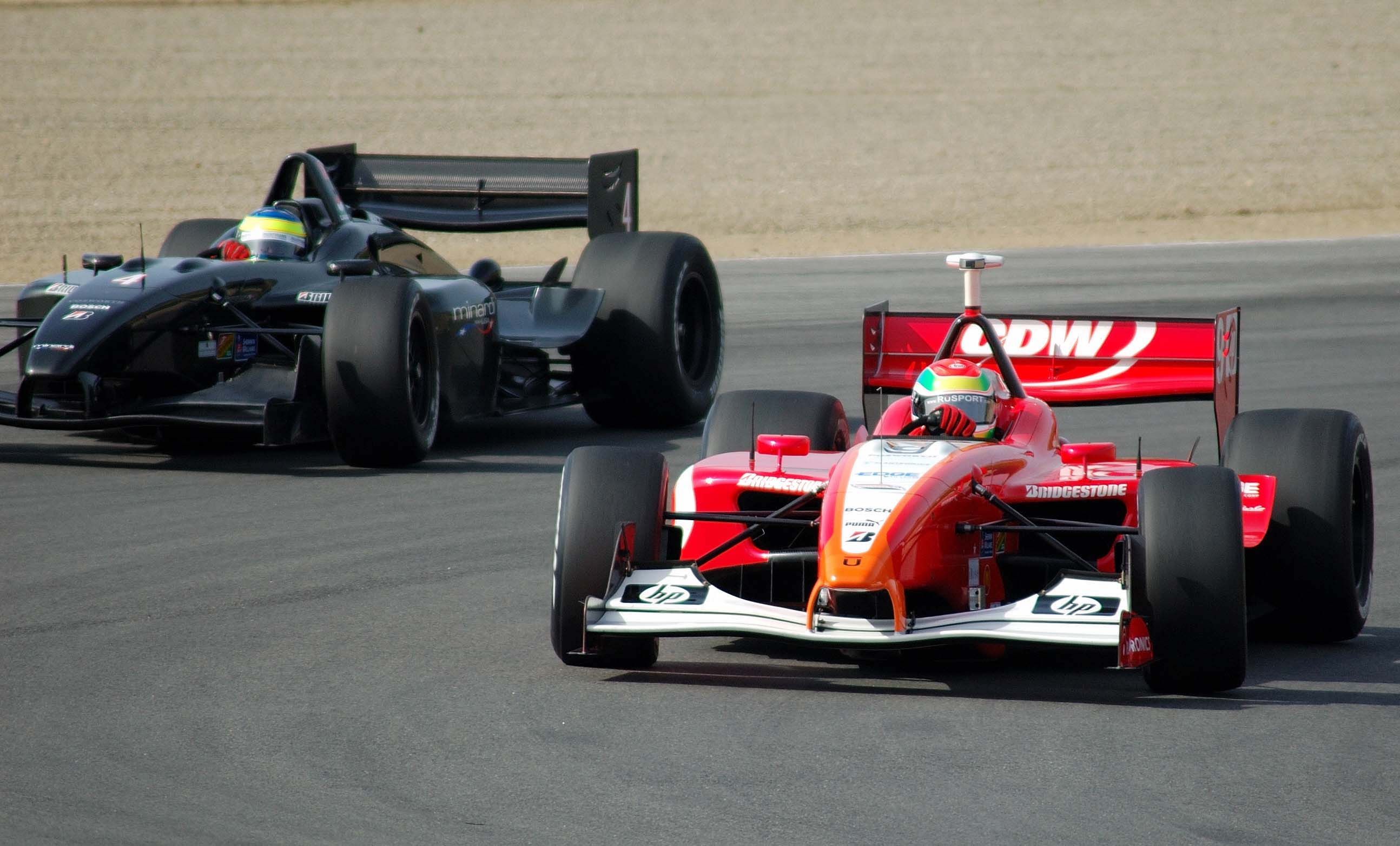
Zsolt Baumgartner (esquerda) e Justin Wilson (direita) na CCWS em Laguna Seca, 2007

Tanto a Champ Car quanto a IRL continuaram a sofrer com a redução dos grids, patrocínadores e audiência nas transmissões. As negociações para a fusão de ambas as categorias em 2006 foram interrompidas após desentendimentos sobre o próximo chassi da Champ Car e detalhes vazados de uma nova categoria compartilhada aborreceu a IMS.  A temporada de 2007 viu a saída da Bridgestone e da Ford como patrocinadores  e alguns cancelamentos de corridas.
Em janeiro de 2008, tanto a IRL quanto a Champ Car temiam não ter carros participantes suficientes para manter seus contratos de TV.  Após negociações de fusão bem-sucedidas, em meados de fevereiro de 2008, a Champ Car declarou falência para facilitar um acordo de princípio de 22 de fevereiro para se fundir com a IRL.  O IRL comprou os contratos da CCWS, a Champ Car Mobile Medical Unit, o arquivo histórico da categoria e a marca por US$ 6 milhões, com Forsythe e Kalkhoven assinando um acordo de não concorrência em troca de US$ 2 milhões cada. 
O evento que marcaria a "fusão" foi no circuito de Homestead, em 29 de março de 2008. Em 8 de abril de 2008, em sua primeira corrida resultante da unificação, Graham Rahal guiou seu Newman/Haas Racing para vencer em St. Petersburg, marcando a primeira vitória de uma equipe que fez a transição pós-unificação.
Devido a um conflito de agenda com o evento da IndyCar Series em Motegi, a corrida de Long Beach foi realizada em 20 de abril de 2008, como um evento contando pontos usando os carros da Champ Car, e foi disputada inteiramente por equipes da Champ Car World Series. A série resultante da fusão agora compartilham o nome IndyCar.

## Carro
A Champ Car World Series utilizou três modelos de carros durante sua existência. Na primeira temporada da categoria, foram utilizados os chassis da Reynard (02i) e da Lola (B02/00), porém, com fundos cada vez menores, a categoria se tornou monomarca, utilizando somente os chassis Lola B02/00, utilizados desde 2002 na CART. Esses chassis foram utilizados até 2006. Em 2007, a categoria lançou um novo chassis, o Panoz DP01, projetado especificamente para ser o único chassis utilizado na categoria. Esse modelo foi utilizado somente na temporada de 2007.
Em todos os carros, eram utilizados motores Ford Cosworth XFE 2.6 V8 Turboalimentado, gerando 760 cv (559 kW).

## Campeões
| Temporada                                                       | Piloto                                                          | Equipe                                                          | Chassis/Motor                                                   | Novato do Ano                                                   |
| Bridgestone Presents the Champ Car World Series Powered by Ford | Bridgestone Presents the Champ Car World Series Powered by Ford | Bridgestone Presents the Champ Car World Series Powered by Ford | Bridgestone Presents the Champ Car World Series Powered by Ford | Bridgestone Presents the Champ Car World Series Powered by Ford |
| --------------------------------------------------------------- | --------------------------------------------------------------- | --------------------------------------------------------------- | --------------------------------------------------------------- | --------------------------------------------------------------- |
| 2004                                                            | Sébastien Bourdais                                              | Newman/Haas Racing                                              | Lola/Cosworth–Ford                                              | A. J. Allmendinger                                              |
| 2005                                                            | Sébastien Bourdais                                              | Newman/Haas Racing                                              | Lola/Cosworth–Ford                                              | Timo Glock                                                      |
| 2006                                                            | Sébastien Bourdais                                              | Newman/Haas Racing                                              | Lola/Cosworth–Ford                                              | Will Power                                                      |
| Champ Car World Series                                          |                                                                 |                                                                 |                                                                 |                                                                 |
| 2007                                                            | Sébastien Bourdais                                              | Newman/Haas/Lanigan Racing                                      | Panoz/Cosworth                                                  | Robert Doornbos                                                 |